# Мост Силин
Мост Силин (кит. 西陵长江大桥) — висячий мост через реку Янцзы, расположенный в районе Илин городского округа Ичан; 12-й по длине основного пролёта висячий мост в Китае. Расположен в 4 км восточнее дамбы ГЭС Три ущелья и соединяет города на разных берегах Янцзы Тайпинкси (на северном берегу) и Саньдоупин (на южном берегу).

## Характеристика
Длина — 1 118,66 м, длина основного пролёта 900 м.
На время открытия был мостом с длиннейшим основным пролётом через реку Янцзы — до открытия автомобильного моста Ичан в 2001 году.
Имеет 4 полосы движения (по две в обе стороны).